# Cunninghammyces
Cunninghammyces is een geslacht van schimmels behorend tot de familie Cyphellaceae. De typesoort is Cunninghammyces umbonatus.

## Soorten
Volgens Index Fungorum telt het geslacht twee soorten (peildatum maart 2023):
| Soortnaam                  | Auteur(s)           | Publicatiejaar |
| -------------------------- | ------------------- | -------------- |
| Cunninghammyces fusisporus | Boidin & Gilles     | 1993           |
| Cunninghammyces umbonatus  | (G. Cunn.) Stalpers | 1985           |